# 谢尔米济亚耶
谢尔米济亚耶（法語：Chermizy-Ailles）是法国皮卡第大区埃纳省的一个市镇，属于拉昂区克拉奥讷县。该市镇2009年时的人口为106人。

## 人口
谢尔米济亚耶人口变化图示
| 数据来源：INSEE |